# Борго (Долина Аосте)
Борго (итал. Borgo) је насеље у Италији у округу Долина Аосте, региону Долина Аосте.
Према процени из 2011. у насељу је живело 98 становника. Насеље се налази на надморској висини од 387 м.